# Großmugl
Großmugl osztrák mezőváros Alsó-Ausztria Korneuburgi járásában. 2021 januárjában 1627 lakosa volt. 

## Elhelyezkedése

Großmugl a Korneuburgi járásban

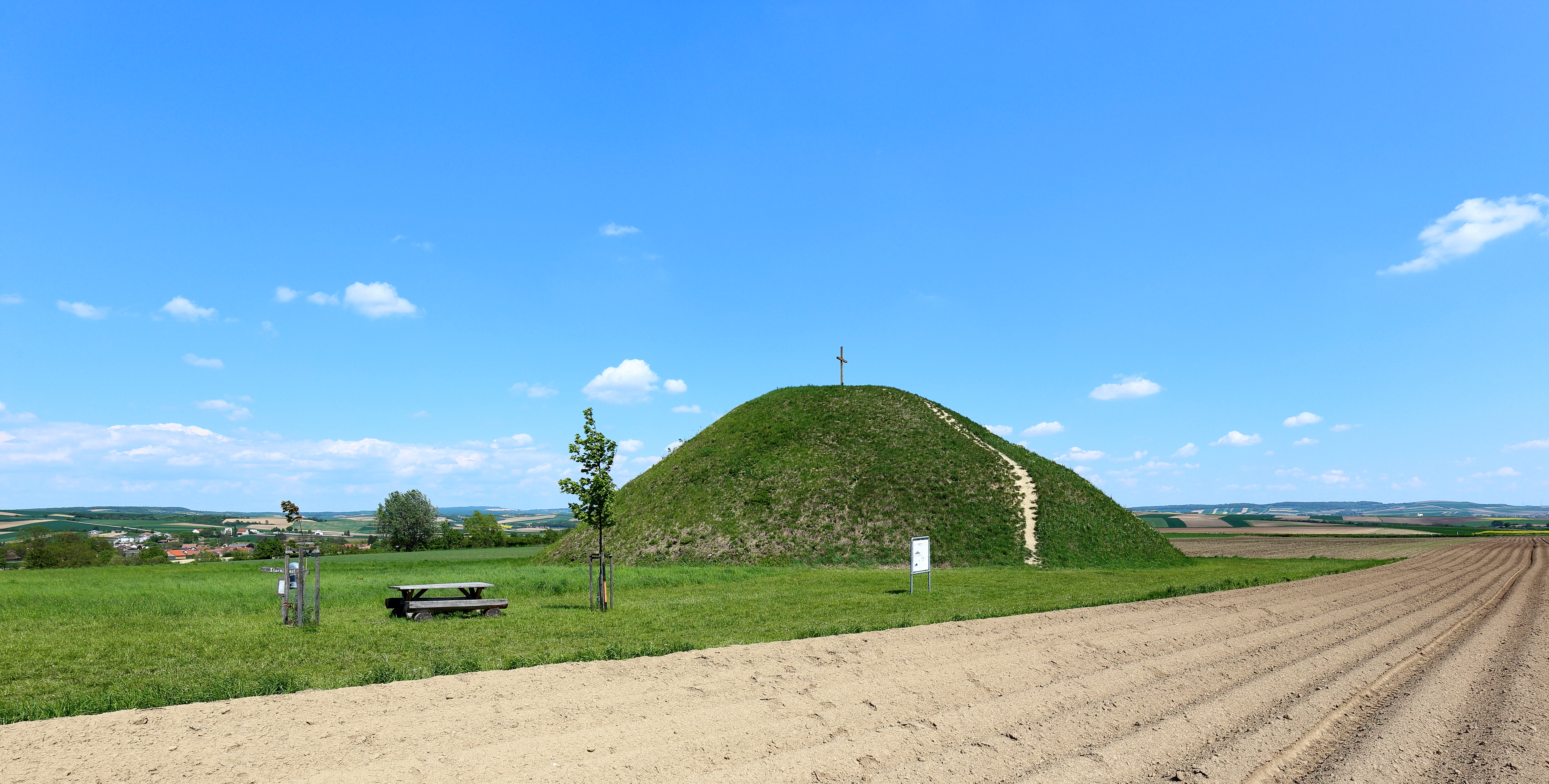
A Leeberg

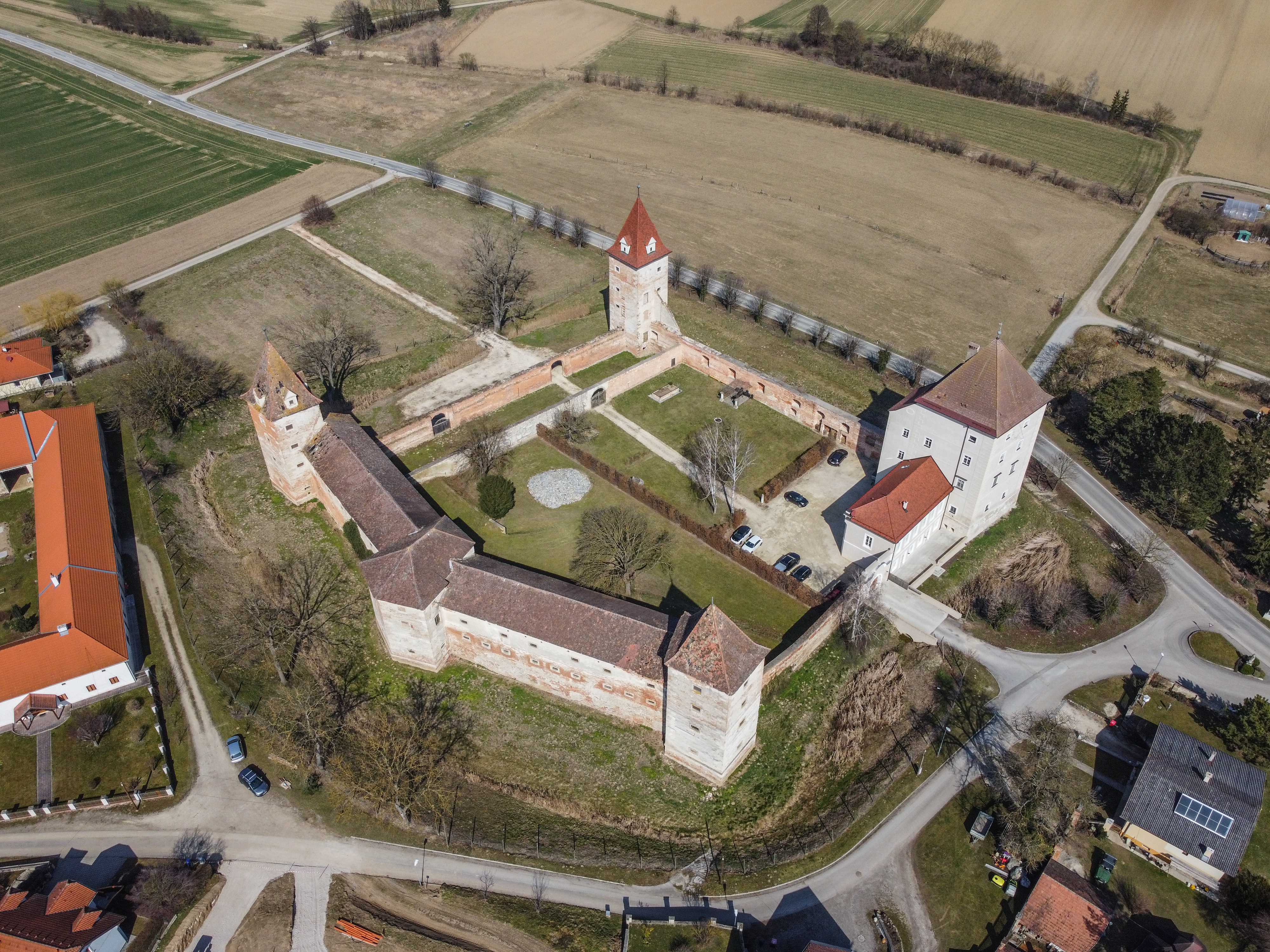
A steinabrunni vár

Großmugl a tartomány Weinviertel régiójában fekszik a Muglerbach patak mentén. Területének 30,5%-a erdő, 63% áll mezőgazdasági művelés alatt. Az önkormányzat 10 települést, illetve településrészt egyesít: Füllersdorf (108 lakos 2021-ben), Geitzendorf (102), Glaswein (4), Großmugl (545), Herzogbirbaum (276), Nursch (115), Ottendorf (71), Ringendorf (131), Roseldorf (166) és Steinabrunn (109). 
A környező önkormányzatok: keletre Ernstbrunn, délkeletre Niederhollabrunn, délnyugatra Sierndorf, nyugatra Göllersdorf, északnyugatra Hollabrunn.

## Története
Großmuglt először 1298-ben említik Grassemugl ("nagy domb") formában, ami a messziről észrevehető Leebergre is utal. A Leeberg egy eddig még feltáratlan, 18 m magas halomsír, amelyet a hallstatti kultúra emelt és mérete alapján feltehetően fontos személyiséget temettek alá. A mezőváros területén kisebb halomsír is található Steinabrunn és Herzogbirbaum közelében.
Az önkormányzat mai formájában 1970-ben alakult meg 9 katasztrális község egyesítésével.
2015 májusában az erős esőzések következtében földcsuszamlás sújtotta a települést. 

## Lakosság
A großmugli önkormányzat területén 2021 januárjában 1627 fő élt. A lakosságszám 1880-ban érte el a csúcspontját 2442 fővel, majd hosszas csökkenés után az 1990-es években stabilizálódott. 2019-ben az ittlakók 95,4%-a volt osztrák állampolgár; a külföldiek közül 1,2% a régi (2004 előtti), 2,4% az új EU-tagállamokból érkezett. 2001-ben a lakosok 90,1%-a római katolikusnak, 2% evangélikusnak, 5,5% pedig felekezeten kívülinek vallotta magát. Ugyanekkor 2 magyar élt a mezővárosban; a legnagyobb nemzetiségi csoportot a németek (98,6%) mellett a csehek alkották 0,2%-kal (3 fő). 
A népesség változása:

| 2016 | 1 559 |
| 2018 | 1 595 |

## Látnivalók
- a steinabrunni vár
- Leeberg halomsír
- a glasweini vadászkastély
- a Szt. Miklós-plébániatemplom
- a herzogbirbaumi Keresztelő Szt. János-plébániatemplom

## Fordítás
- Ez a szócikk részben vagy egészben  a   Großmugl című német Wikipédia-szócikk ezen változatának fordításán alapul.  Az eredeti cikk szerkesztőit annak laptörténete sorolja fel. Ez a jelzés csupán a megfogalmazás eredetét és a szerzői jogokat jelzi, nem szolgál a cikkben szereplő információk forrásmegjelöléseként.